# Saint-Sylvestre (Ardèche)
Saint-Sylvestre – miejscowość i gmina we Francji, w regionie Owernia-Rodan-Alpy, w departamencie Ardèche.
Według danych na rok 1990 gminę zamieszkiwały 334 osoby, a gęstość zaludnienia wynosiła 22 osoby/km² (wśród 2880 gmin regionu Rodan-Alpy Saint-Sylvestre plasuje się na 1296. miejscu pod względem liczby ludności, natomiast pod względem powierzchni na miejscu 760.).

## Populacja

Populacja Saint-Sylvestre w latach 1962-2008

## Galeria

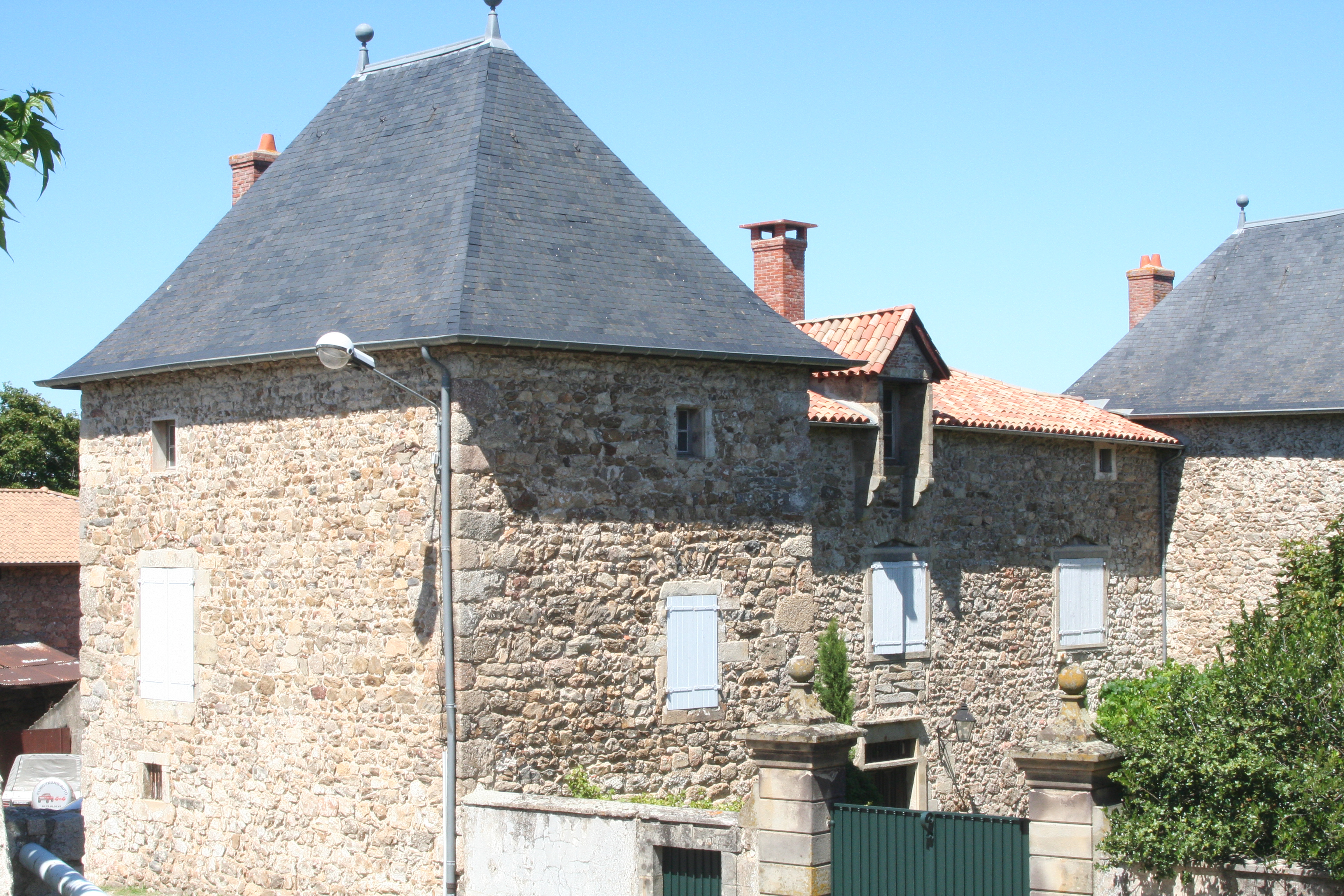
Zamek Saint-Sylvestre (2007)
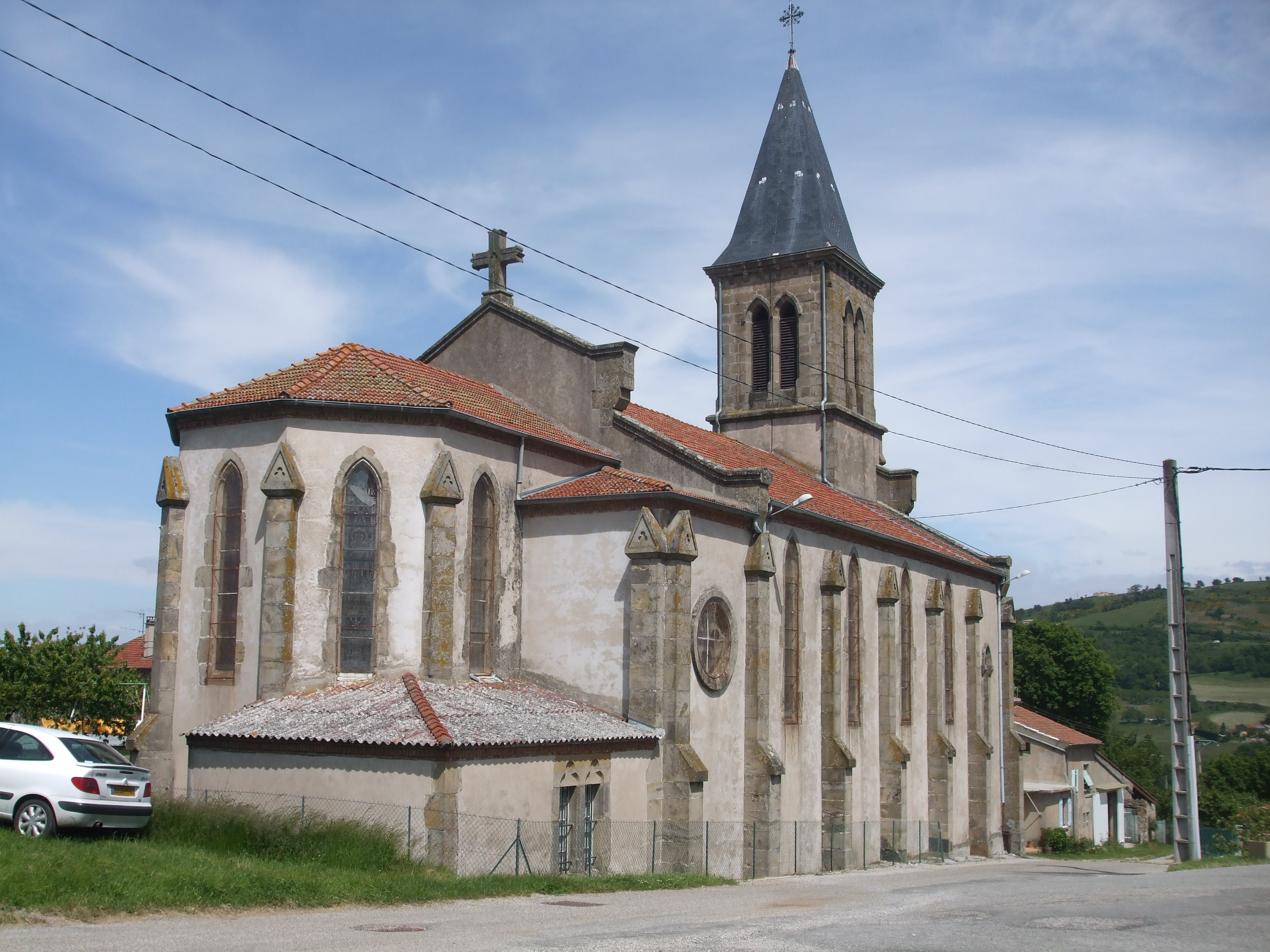
Kościół w Saint-Sylvestre (2013)
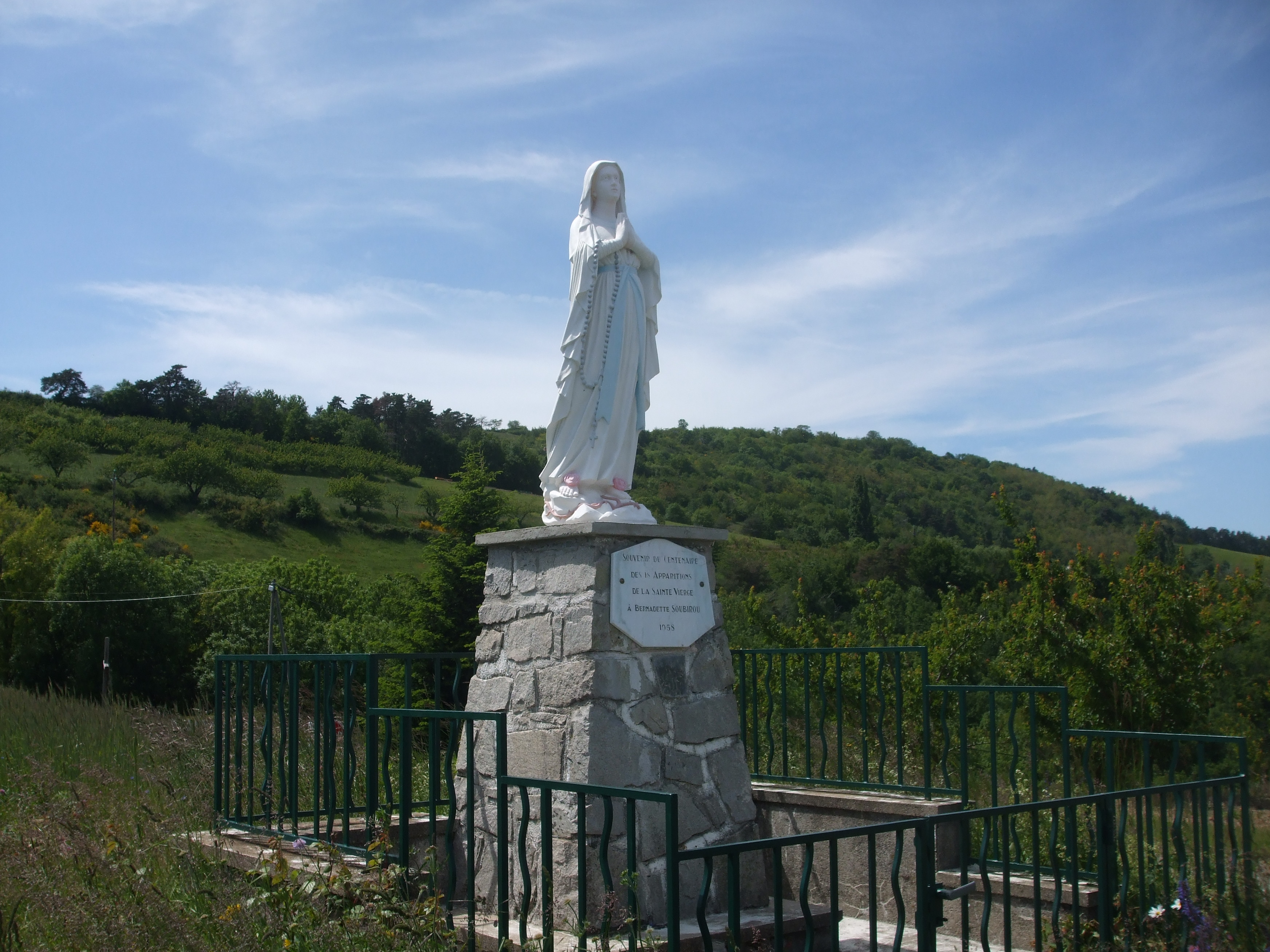
Figura Matki Bożej (2013)